# Dialeurodes rotunda
Dialeurodes rotunda là một loài côn trùng cánh nửa trong họ Aleyrodidae, phân họ Aleyrodinae.
Dialeurodes rotunda được Singh miêu tả khoa học đầu tiên năm 1931.